# Departamento Río Primero

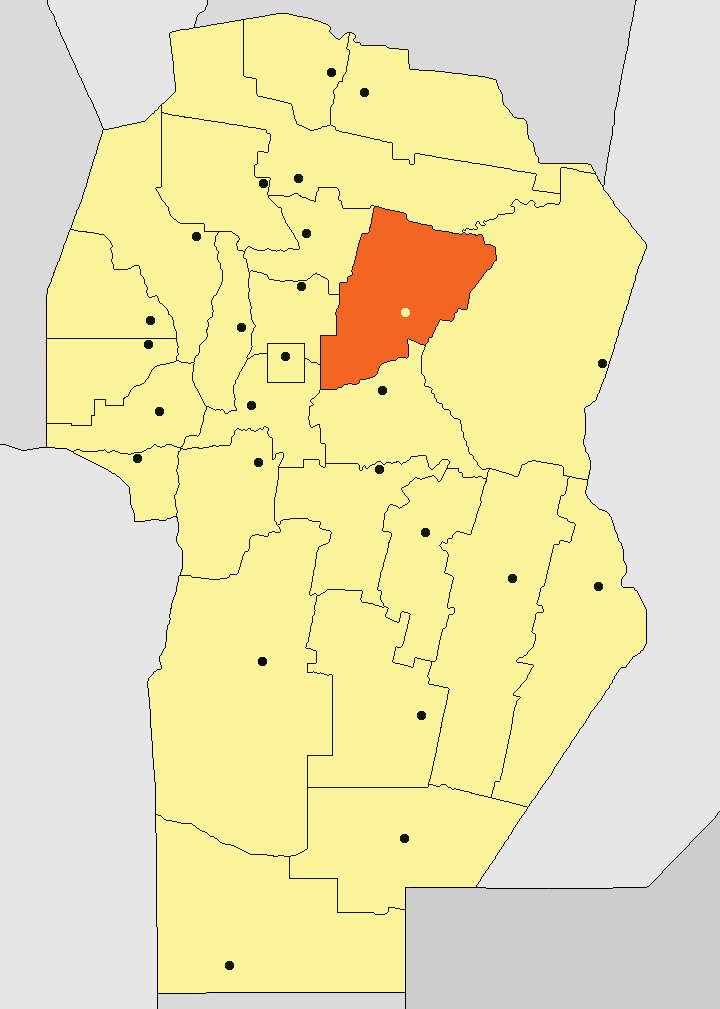
Lage des Departamento Río Primero in der Provinz Córdoba

Río Primero ist ein Departamento im mittleren Zentrum der zentralargentinischen Provinz Córdoba.
Insgesamt leben dort 58.428 Menschen auf 6730 km². Die Hauptstadt des Departamento ist Santa Rosa de Río Primero.

## Städte und Dörfer
- Atahona
- Cañada de Machado
- Capilla de los Remedios
- Chalacea
- Colonia Las Cuatro Esquinas
- Comechingones
- Diego de Rosas
- El Crispín
- Esquina
- Kilómetro 658
- La Para
- La Posta
- La Puerta
- La Quinta
- Las Gramillas
- Las Saladas
- Maquinista Gallini
- Monte Cristo
- Obispo Trejo
- Piquillín
- Plaza de Mercedes
- Río Primero
- Sagrada Familia
- Santa Rosa de Río Primero
- Villa Fontana[2]